# Tarik Elyounoussi
Tarik Elyounoussi (* 23. Februar 1988 in Al Hoceïma, Marokko) ist ein ehemaliger norwegischer Fußballspieler.

## Karriere

### Verein

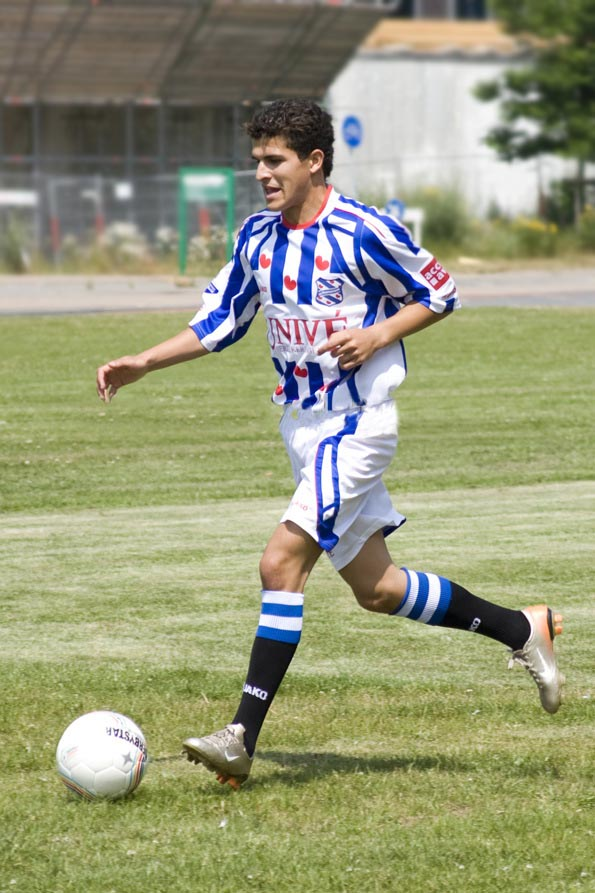
Elyounoussi im Trikot des SC Heerenveen (2009)

#### Fredrikstad FK
Elyounoussi begann seine professionelle Fußballerkarriere beim Verein Fredrikstad FK. Er begann bei den Junioren, gab aber bereits im Alter von 17 Jahren sein Profidebüt, bei einer 1:2-Niederlage gegen Start Kristiansand. In der gleichen Spielzeit kam er noch zu zwei weiteren Einsätzen, für die nächste Saison wurde er dauerhaft in den Kader der ersten Mannschaft beordert. In den folgenden drei Saisons reifte Elyounoussi zu einem der Stars des Teams und erzielte in weiteren 56 Partien 20 Tore.

#### SC Heerenveen
So wurden auch prominenter besetzte Teams auf den Norweger aufmerksam, der im Juli 2008 seinem alten Verein den Rücken kehrte und für 3,7 Millionen Euro zum SC Heerenveen in die Niederlande wechselte. Die Ablösesumme von fast vier Millionen Euro ist ein bis heute geltender Rekord für die Maßstäbe Fredrikstads. In seiner ersten Saison stand Elyounoussi zwar bei fast jedem Spiel im Kader, über den Status als Reservist kam er jedoch nicht hinaus. Er schaffte es an nur sieben von 34 Spieltagen in die Startelf seines neuen Klubs. In dieser Saison erzielte er insgesamt lediglich zwei Treffer, was für ihn einen Rückschritt gegenüber den vorangegangenen Saisons in Norwegen bedeutete.
Aufgrund dessen, entschloss sich der Verein in der Winterpause der folgenden Spielzeit 2009/10, Elyounoussi zu verleihen. Mit der Lillestrøm SK war ein Abnehmer gefunden, sodass er für einige Monate nach Norwegen zurückkehrte. Zurück in der Tippeligaen schaffte er es auch wieder zum Stammspieler und erzielte in 14 Spielen vier Tore.
In der folgenden Saison stand er wieder beim SC Heerenveen unter Vertrag, kam aber in der gesamten Hinserie 2010/11 nur auf eine gute Stunde Einsatzzeit, sodass er den Verein erneut verließ, dieses Mal auf Kaufbasis.

#### Fredrikstad FK
Der Abnehmer war sein alter Verein Fredrikstad FK, bei dem er es 2011 inklusive Pokal auf 31 Pflichtspieleinsätze brachte, in denen er 13 Tore erzielen konnte. Die Saison 2012 absolvierte er nur zur Hälfte in Fredrikstad, bevor der Klub ihn ein weiteres Mal verkaufte. Die Ablösesumme von 1,1 Millionen Euro war zwar nicht so hoch wie 2008, machte den Transfer aber dennoch zu einem lukrativen Geschäft.

#### Rosenborg Trondheim
Von August 2012 bis Juni 2013 ging Elyounoussi für Rosenborg Trondheim auf Torejagd. In 23 Ligaspielen gelangen ihm sechs Treffer.

#### TSG 1899 Hoffenheim
Zur Saison 2013/14 wechselte Elyounoussi zur TSG 1899 Hoffenheim. Er unterschrieb einen Vertrag bis zum 30. Juni 2017. Am 23. August 2014 erzielte er im Heimspiel gegen den FC Augsburg sein erstes Bundesliga-Tor zum 2:0-Endstand.
Im April 2024 verkündete Elyounoussi sein Karriereende. Er hatte zuvor, im Februar 2024, den japanischen Fußballverein Shonan Bellmare verlassen und war vereinslos.

## Nationalmannschaft
Für die U-21-Auswahl Norwegens lief Tarik Elyounoussi insgesamt 25 mal auf. Die Qualifikation zur EM 2009 verpasste er jedoch.
Elyounoussi ist aktiver Spieler der norwegischen A-Nationalmannschaft. Sein Debüt gab er am 28. Mai 2008 bei einem 2:2 gegen Uruguay, als ihm auf Anhieb sein erstes Tor zum zwischenzeitlichen 1:1 gelang. Zuletzt scheiterte er mit Norwegen in der Qualifikation zur Fußball-Weltmeisterschaft 2018. Sein bisher letztes Tor gelang ihm am 13. Oktober 2014 in der Qualifikation  für die Fußball-Europameisterschaft 2016 gegen Bulgarien.

## Privatleben
Sein jüngerer Cousin Mohamed Elyounoussi ist ebenfalls Profifußballer.

## Erfolge
Frederikstad FK
- Norwegischer Pokalsieger: 2006

SC Heerenveen
- Niederländischer Pokalsieger: 2009

Olympiakos Piräus
- Griechischer Meister: 2017

Quarabak FK
- Aserbaidschanischer Meister: 2017/18

AIK Solna
- Schwedischer Meister: 2018